# Foligno
Foligno ([folíňo]), je město ve střední Itálii, region Umbrie, provincie Perugia. Leží na řece Topino a roku 2024 mělo přes 55 tisíc obyvatel. Město s bohatou historií je zároveň důležité obchodní středisko a dopravní uzel.
Leží v 1. seismické zöně a trpí opakovanými zemětřeseními, naposledy 14. října roku 1997 o síle 5,5 stupňů.

## Historie
Na místě staršího umbrijského sídliště vybudovali Římané od roku 295 př. n. l. město Fulginium, přes něž dal konzul Gaius Flaminius roku 223 př.n.l. postavit významnou silnici Via Flaminia z Říma do současného Rimini.
Od raného středověku patřilo město k vévodství Spoleto. Věvodkyně ze Spoleta s manželem, vévodou Konrádem z Urslingenu zde pečovali o budoucího císaře Fridricha II. Roku 1198 papež Inocenc III. připojil území k papežským státům.
V roce 1255 začalo období svobodného města podřízeného nejprve císařství, a poté až do roku 1439 rodině Trinci.
Ve 13. století se Foligno ghibelinů střetlo ve čtyřech krvavých válkách s guelphy z Perugie.
V té době zde působila řeholnice a mystička Anděla z Foligna (1248-1309).
V roce 1305 stanul v čele města Nallo Trinci, kapitán guelfů, jehož rodina vládla městu až do vyhnání Corrada Trinci v roce 1439.
Pod tímto vedením ve čtrnáctém století a v prvních desetiletích patnáctého století Foligno rozšířilo své hranice působení do Abruzza a hospodářský rozvoj zahrnoval výrobu spojenou se zpracováním dřeva, papíru, vlněné příze, keramiky a kovů, včetně zlata a stříbra.
Ve Folignu se od 20. května do 20. července každého roku (v letech 1425–1816) konal vyhlášený jarmark zvaný „Fiera dei Soprastanti“, na který se sjížděli obchodníci z celé Evropy. V polovině 16. století připadlo Foligno opět Papežskému státu.
Za první světové války zde bylo mobilizační středisko československého vojska v Itálii. Za druhé světové války bylo Foligno důležitá základna italského letectva a v horách u města byl obávaný italský koncentrační tábor. Roku 1997 bylo i Foligno postiženo velkým zemětřesením, jehož oběti připomíná betonový kostel z roku 2009.

## Pamětihodnosti

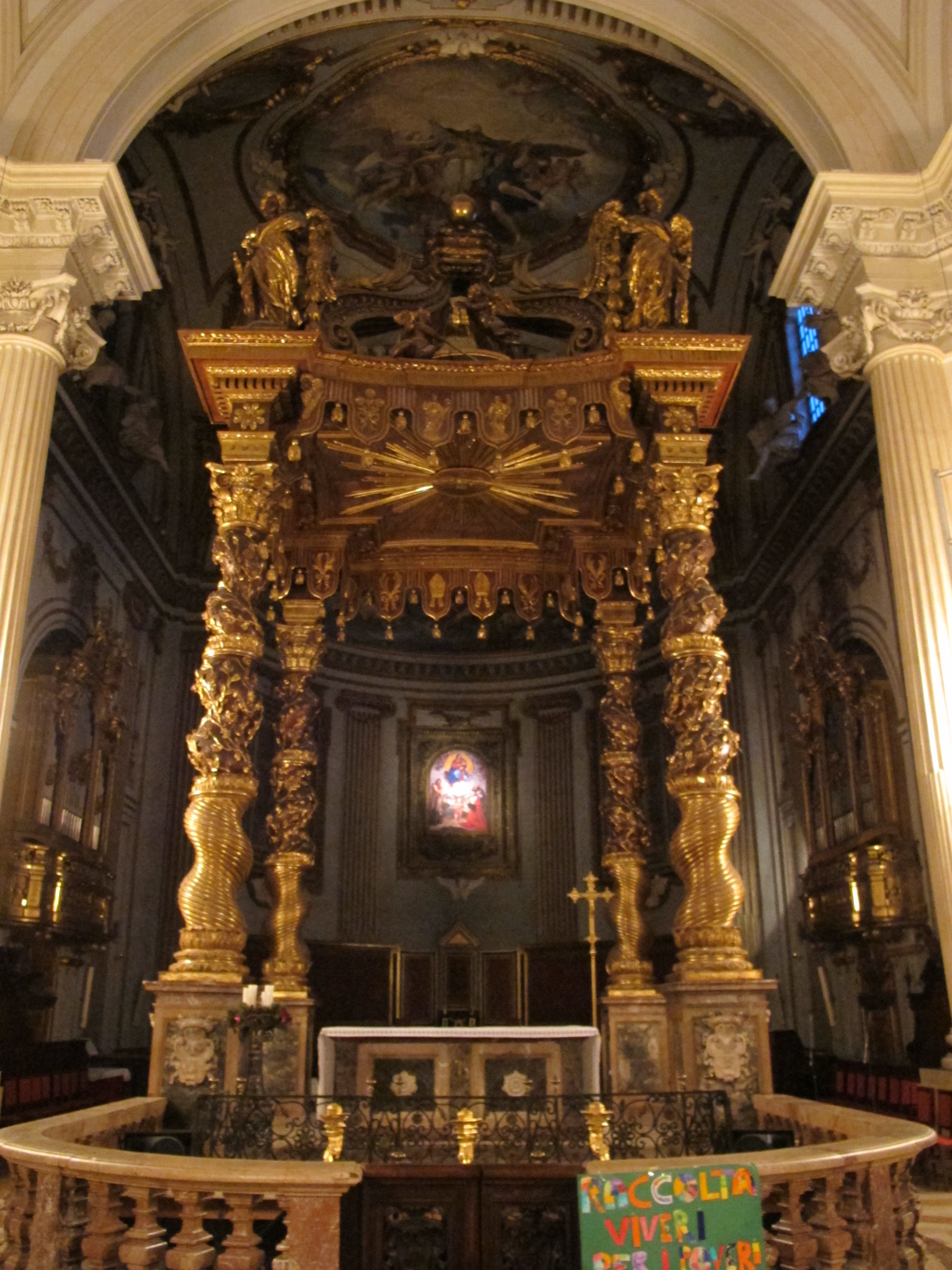
Hlavní oltář dómu s kopií Raffaelova obrazu

- Dóm San Feliciano na Náměstí republiky, románská bazilika s příčnou lodí, dokončená roku 1113. Jižní fasáda s románským portálem a gotickými růžicemi, interiér je barokní s baldachýnem nad hlavním oltářem a s kupolí nad křížením.
- Biskupský palác je sídlem diecézního muzea, galerie a klenotnice (Museo capitolare diocesano)
- Bazilika Santa Maria Infraportas, románská stavba z 11. století, románská freska Krista mezi sv. Petrem a Pavlem z 12. století, renesanční malba Benozzo Gozzoli (1480)
- Kostel sv. Bartoloměje (San Bartolommeo), původně kláštera františkánů
- Bazilika Santa Maria Infraportas, románská stavba z 11. století, románská freska Krista mezi sv. Petrem a Pavlem, renesanční malba Benozzo Gozzoli (1480)
- Kostel Nejsv. Trojice a Zvěstování P. Marii (chiesa della SS. Trinità et Santa Annunziata), Via Garibaldi 153, barokní chrám z roku 1756, adaptován pro instalaci současného umění[2].
- Kostel Nejsvětějšího Salvátora s bývalým opatstvím benediktinů, založeno roku 1138
- Opatství Sassovivo - situováno na vrchu v lese, asi 3 km východně od města, s románskou křížovou chodbou z roku 1229
- Klášter františkánek sv. Anny sem byla z Říma přenesena Raffaelova "Madona z Foligna" a odtud opět roku 1806 do Vatikánských muzeí.
- Věžový dům vestavěný do hradby
- Palazzo comunale - radnice s renesanční věží a manýristickou fasádou z let 1546-1642
- Palazzo Trinci, čtyřkřídlý gotický palác s renesanční fasádou do náměstí vedle dómu; sídlo vévodské rodiny Trinci; gotické a renesanční nádvoří a interiéry, sál papeže Sixta IV. se zbytky freskové výzdoby; nyní archeologické muzeum a pinakotéka

- Centrum současného umění, Via del campanile 13, galerie italského i světového umění 20.-21. století.

## Sport
- Fotbalový klub Foligno Calcio vznikl roku 1928, nyní hraje na stadiónu Enzo Blasone.

## Slavnosti
- Každoročně se zde konají dva rytířské turnaje, Giostra della Quintana, na památku historické události.

## Slavní rodáci
- Anděla z Foligna (1248–1309), řeholnice z kláštera františkánek, blahoslavená mystička
- Sigismondo de' Conti (1432-1512), učenec, humanista, sekretář papeže Julia II., objednavatel Madony z Foligna
- Nicolò Alunno (1430-1502), italský renesanční malíř
- Antimo Liberati (1617–1692), italský zpěvák, varhaník, hudební skladatel a teoretik
- Giuseppe Piermarini (1834-1808), architekt, projektoval mj. milánské divadlo La Scala
- Leonardo Spinazzola (* 1993), fotbalista

## Galerie

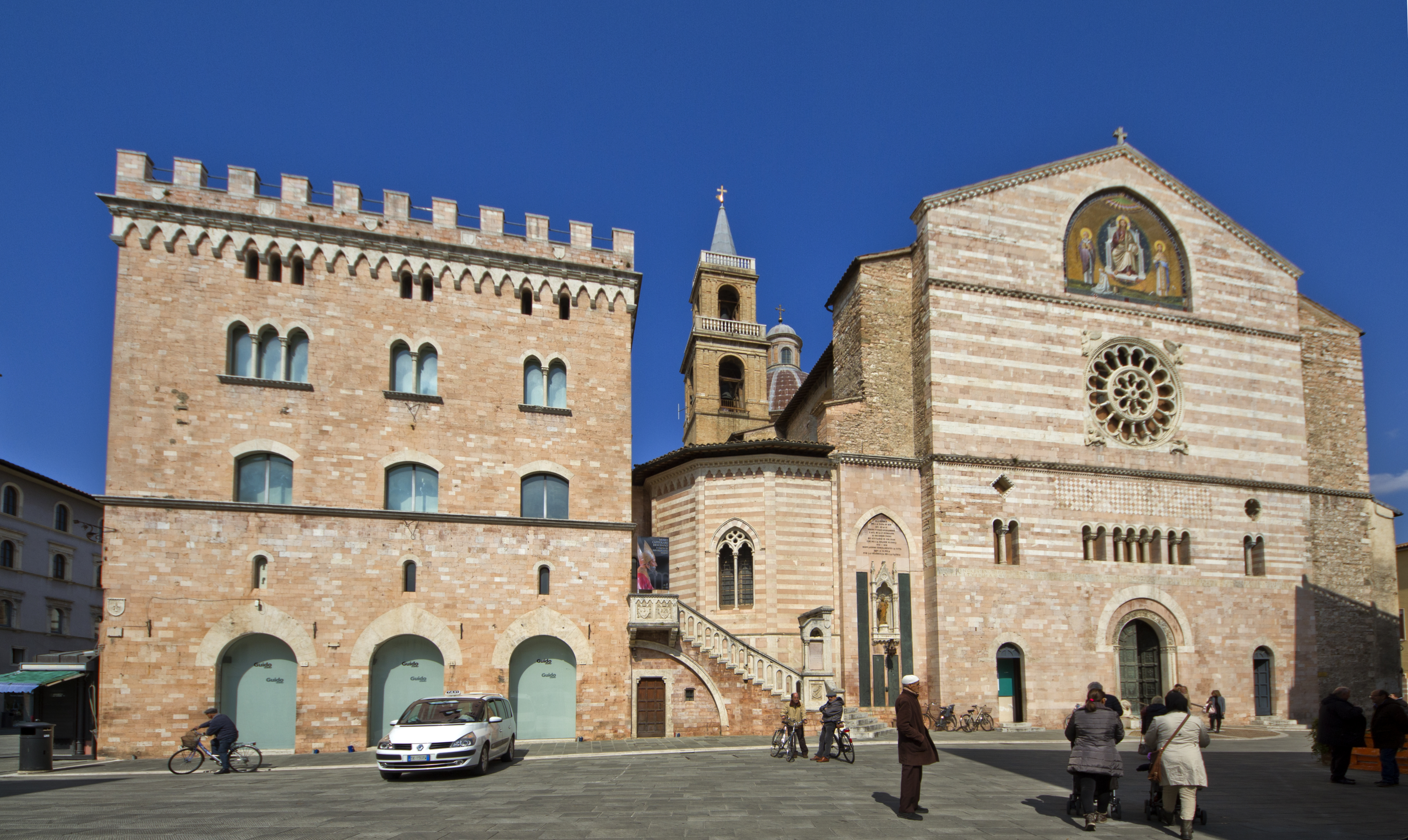
Západní průčelí dómu
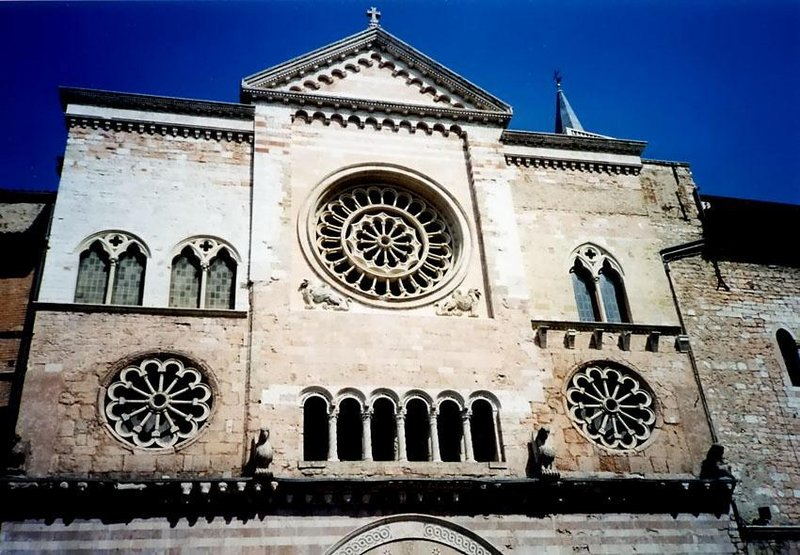
Jižní průčelí dómu
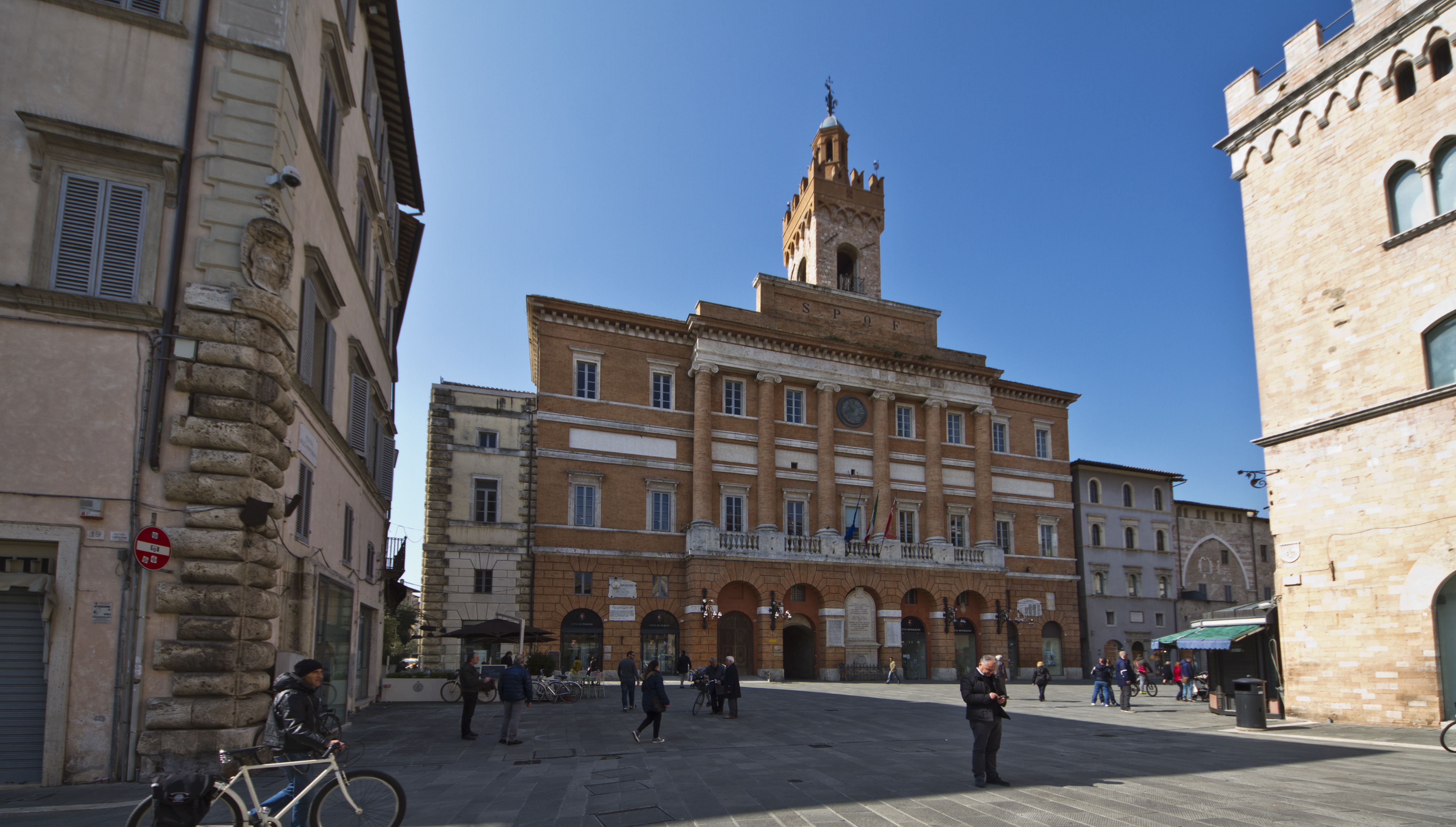
Radnice
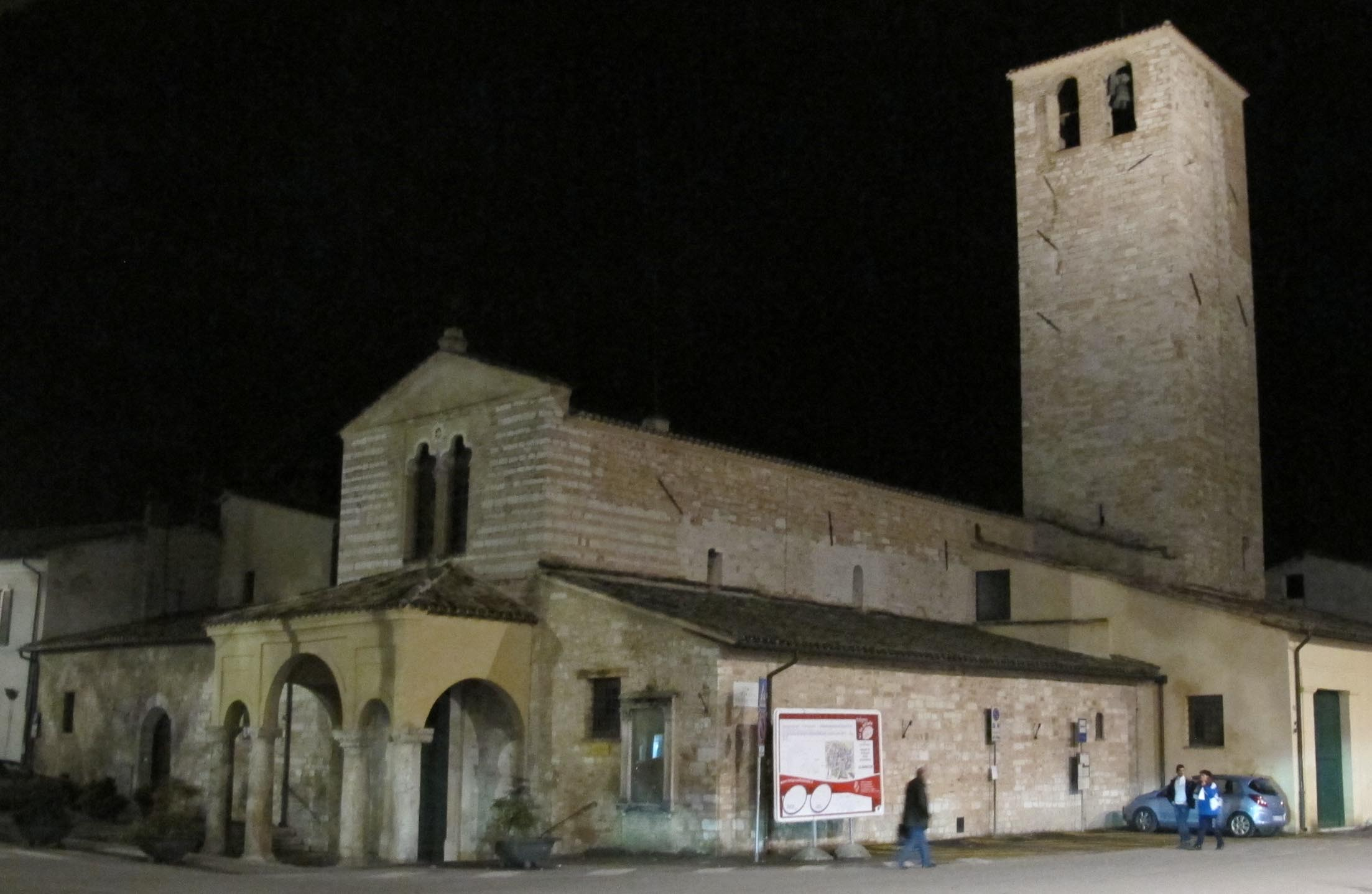
Santa Maria Infraportas
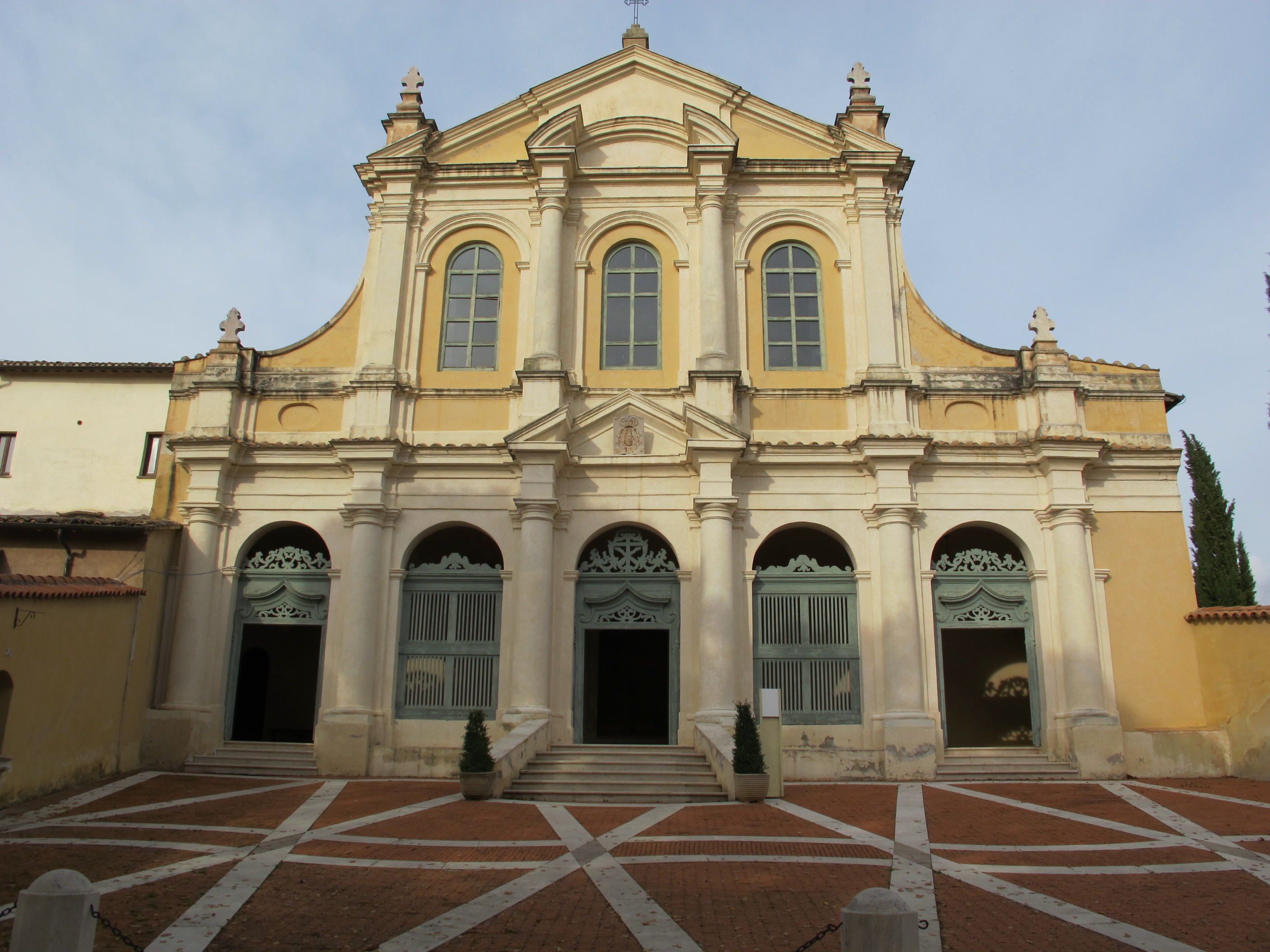
Kostel sv. Bartoloměje
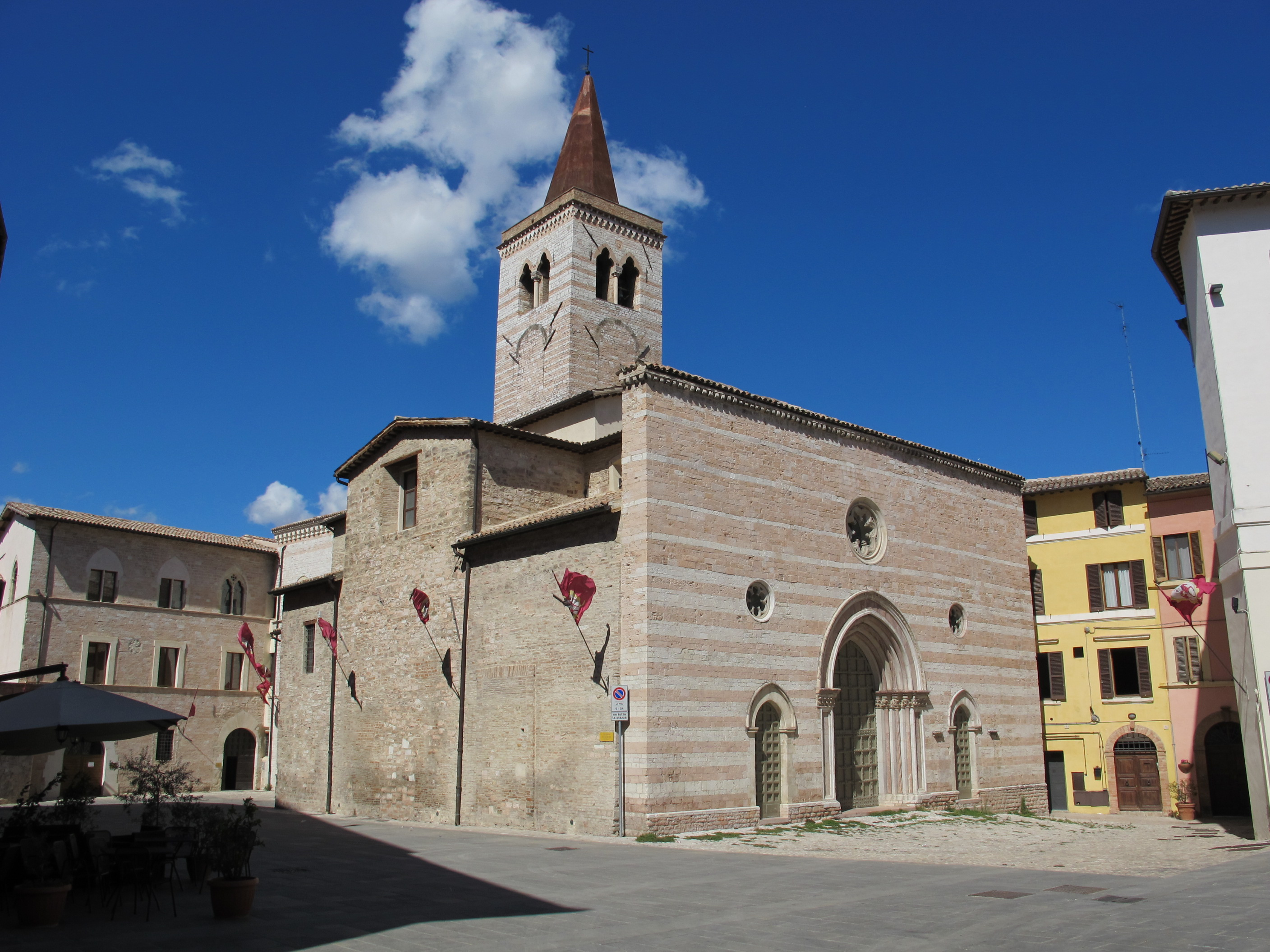
Kostel Nejsv. Salvátora
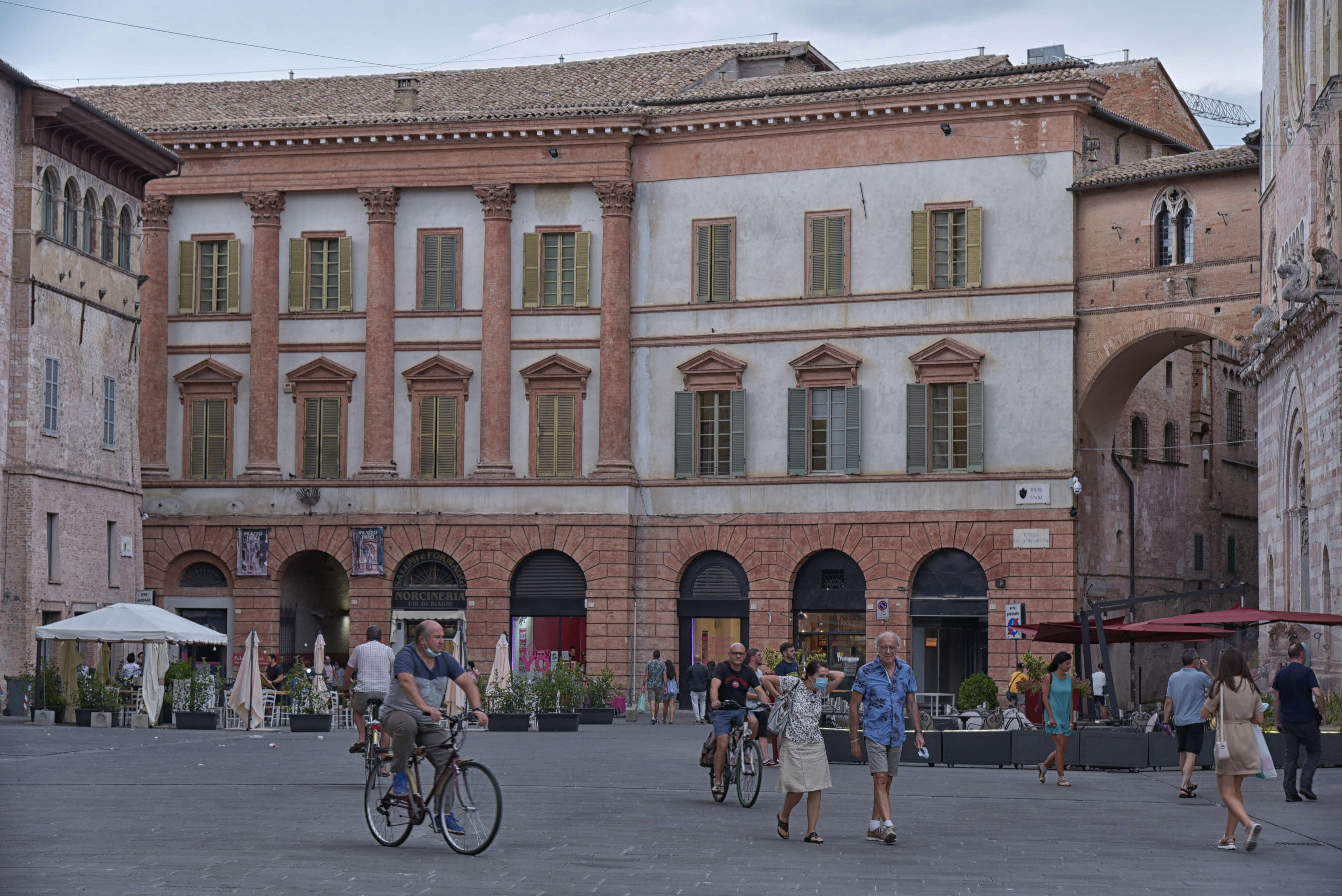
Palác Trinci
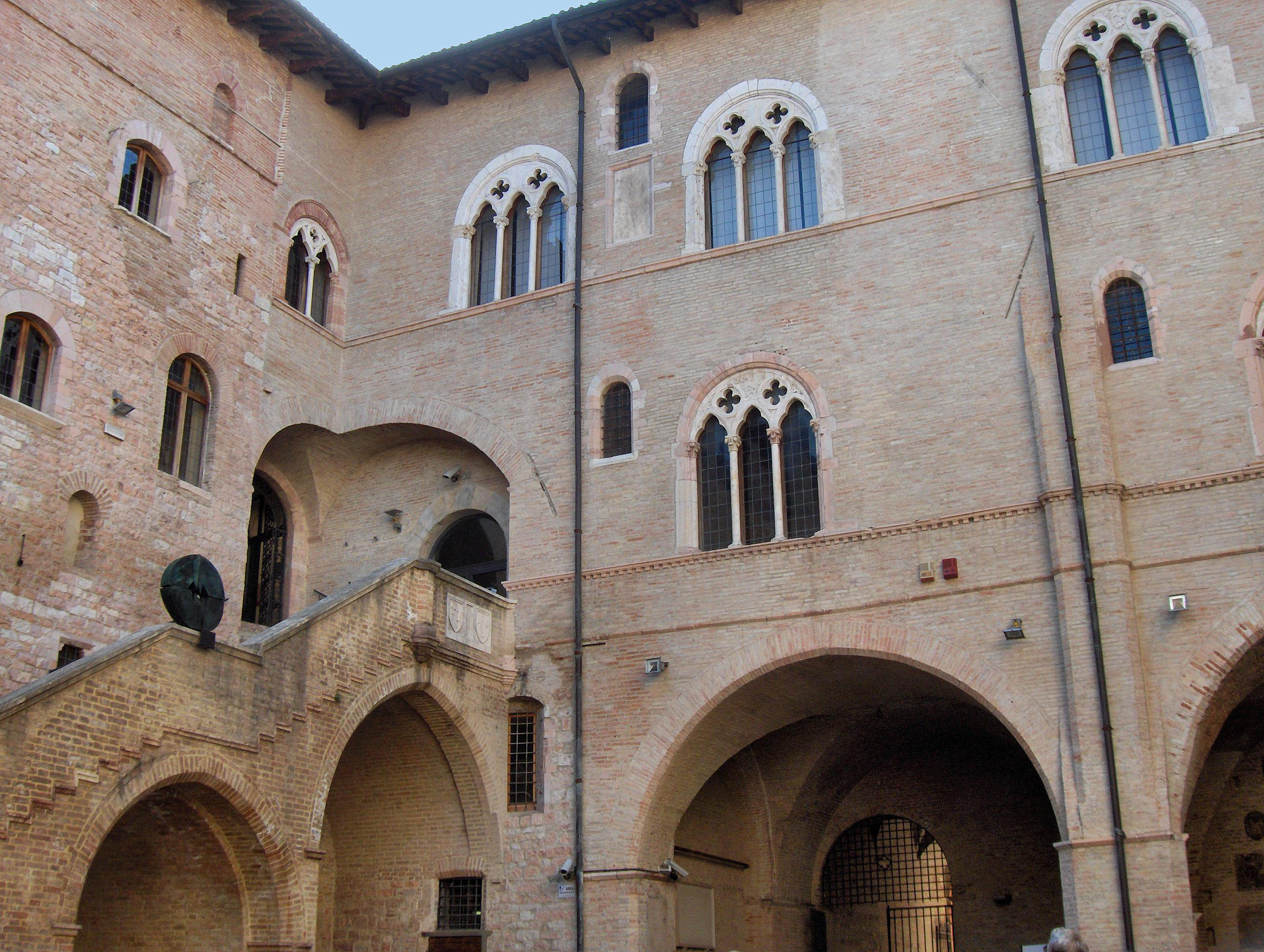
Nádvoří paláce Trinci